# Anagyrus novickyi
Anagyrus novickyi är en stekelart som beskrevs av Hoffer 1953. Anagyrus novickyi ingår i släktet Anagyrus och familjen sköldlussteklar.
Artens utbredningsområde är:
- Bulgarien.
- Slovakien.
- Finland.
- Spanien.
- Armenien.
- Azerbajdzjan.
- Moldavien.
- Ukraina.

Inga underarter finns listade i Catalogue of Life.